# 松坂隧道

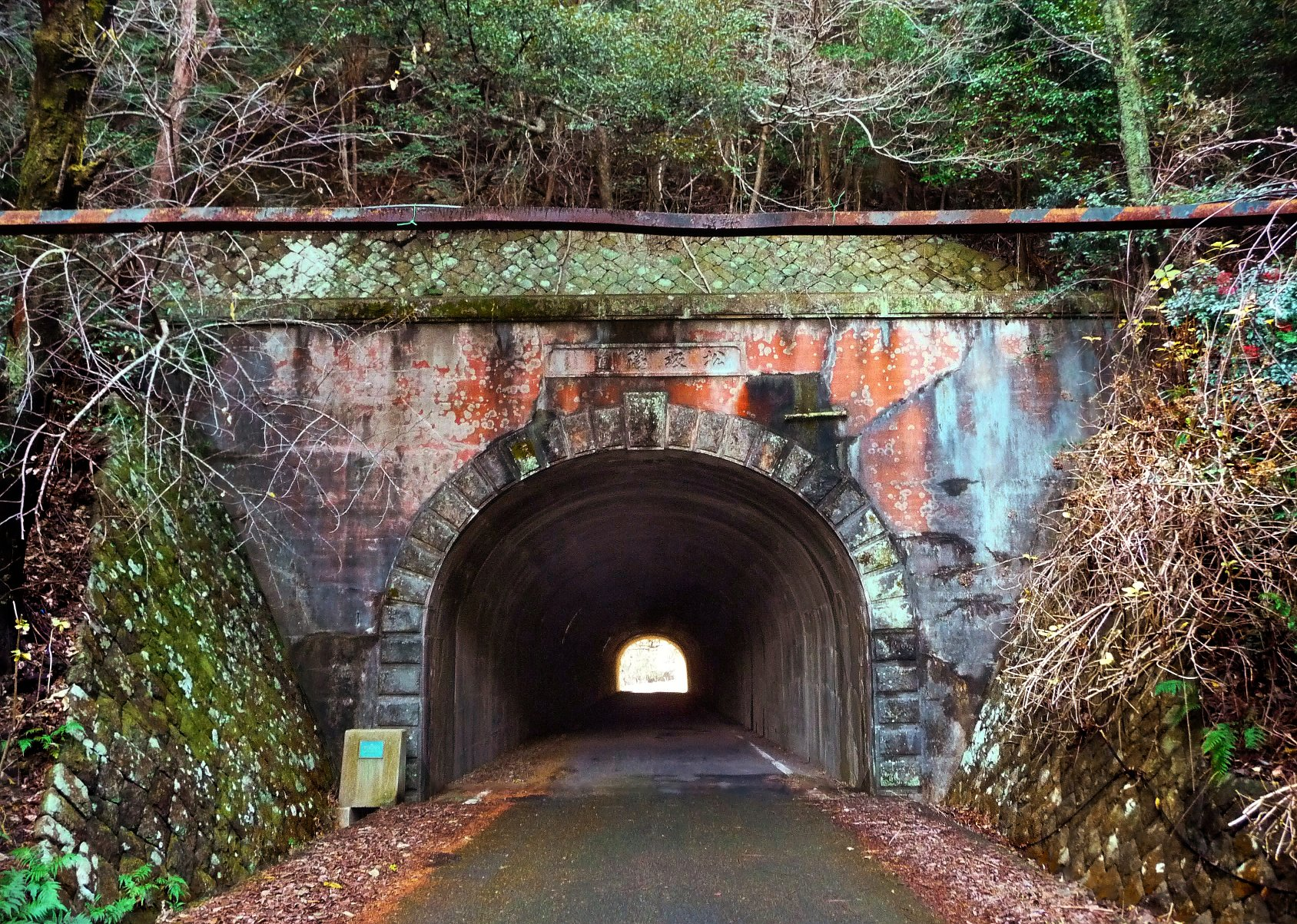
松坂隧道的隧道口

松坂隧道（日语：／）是日本德岛县海部郡牟岐町的一座隧道，是日本最古老的混泥土建筑的公路隧道，长87米，宽約6米、高5米，1920年开工，1921年洞通，1922年4月随公路通车。